# Tony Smith (político australiano)
Anthony David Hawthorn Smith (Melbourne, 13 de marzo de 1967) es un político australiano y expresidente de la Cámara de Representantes. Fue miembro del Partido Liberal de la Cámara de Representantes desde 2001 y hasta 2022, en representación de la División de Casey en Victoria.

## Biografía
Nació en Melbourne, es hijo de Alan Smith y Noel Smith. Estudió Comercio y Artes en la Universidad de Melbourne. Fue presidente del Club Liberal de la Universidad de Melbourne, del cual es miembro honorario vitalicio.

## Carrera política
Después de completar su educación, Smith fue asistente de investigación en el Instituto de Asuntos Públicos, también fue asesor político de Peter Costello, el entonces líder adjunto del Partido Liberal y Tesorero de Australia.

### Cámara de Representantes
El 23 de enero de 2007, Smith fue nombrado secretario parlamentario del primer ministro, John Howard. Fue electo miembro de la Cámara de Representantes, en las elecciones federales de 2007.

### Presidente de la Cámara
Luego de la renuncia de Bronwyn Bishop como presidente de la Cámara de Representantes, el Partido Liberal nominó a Smith como el candidato del partido para reemplazar a Bishop. La Cámara de Representantes lo eligió presidente sin votos en contra el 10 de agosto de 2015.
Smith fue reelegido presidente después de las elecciones federales de 2016 y las elecciones de 2019. Es el primer presidente en ser elegido sin votos en contra en tres ocasiones desde Frederick Holder, el titular inaugural del cargo.